# 瑞岩禅寺藏经阁
瑞岩禅寺藏经阁位于中国浙江省宁波市北仑区柴桥街道岭下村九峰山东南麓，清朝建筑，建于光绪三十二年（1906年），建筑坐北朝南略偏西，为二层重檐木结构建筑，东南面有圣旨碑一通，后侧有藏经阁碑记一通，2009年6月公布为北仑区文物保护单位。